# Brea (Kalifornia)
Brea – miasto w Stanach Zjednoczonych, w stanie Kalifornia, w obszarze metropolitalnym Los Angeles-Riverside-Orange County, w hrabstwie Orange. W roku 2019 liczyło 43 255 mieszkańców. Zajmuje powierzchnię 31 km², z czego obszar wodny zajmuje 0,26%. Graniczy z nieposiadającymi osobowości prawnej terytoriami Hrabstwa Orange i Hrabstwa Los Angeles (na północy i wschodzie) oraz miastami La Habra (na zachodzie), Fullerton (na południowym zachodzie), Placentia (na południu), Yorba Linda (na południowym wschodzie).
Nazwą Brea pochodzi od hiszpańskiego słowa oznaczającego pak węglowy.

## Zdjęcia

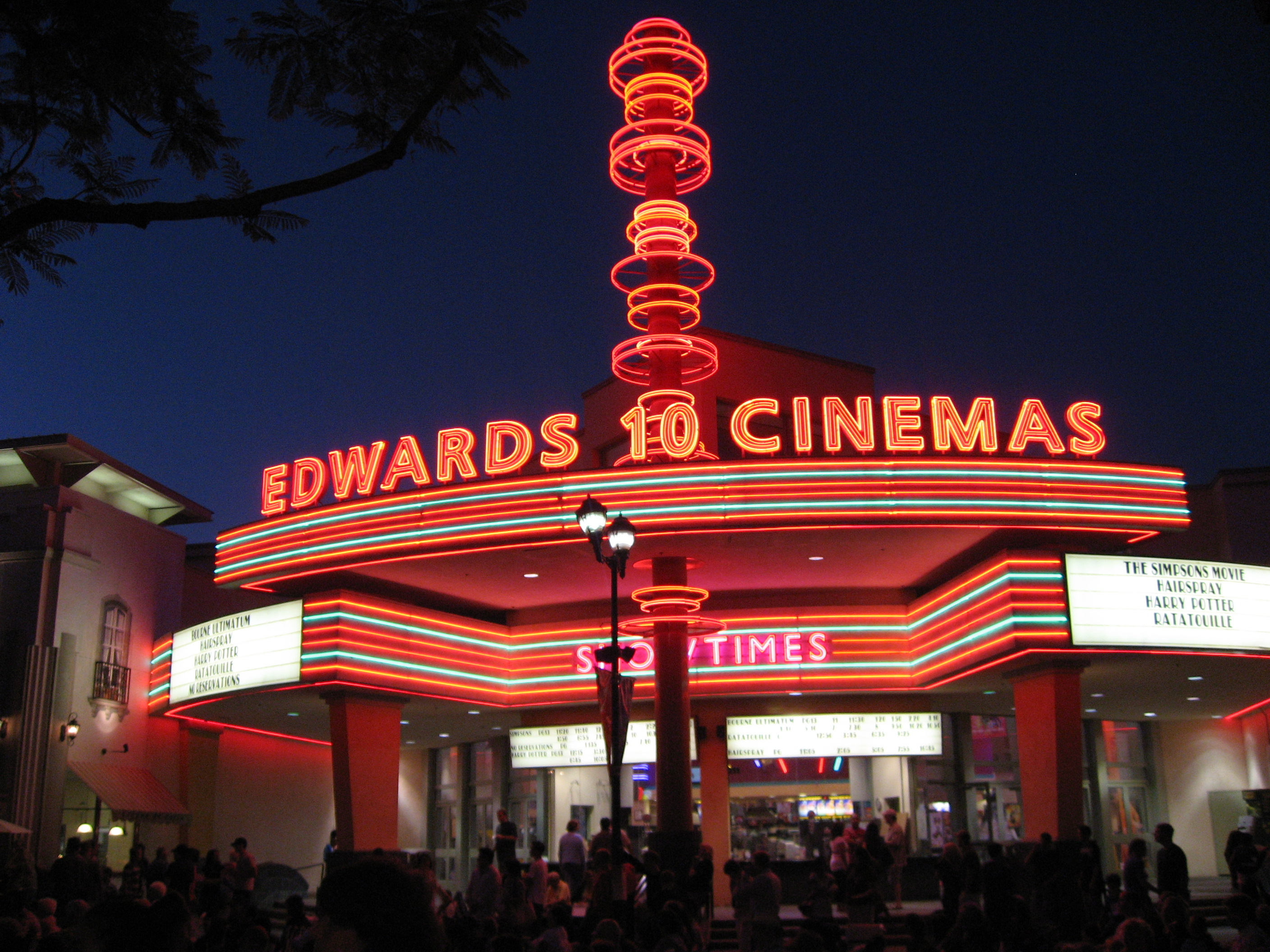
Kino Edwards nocą
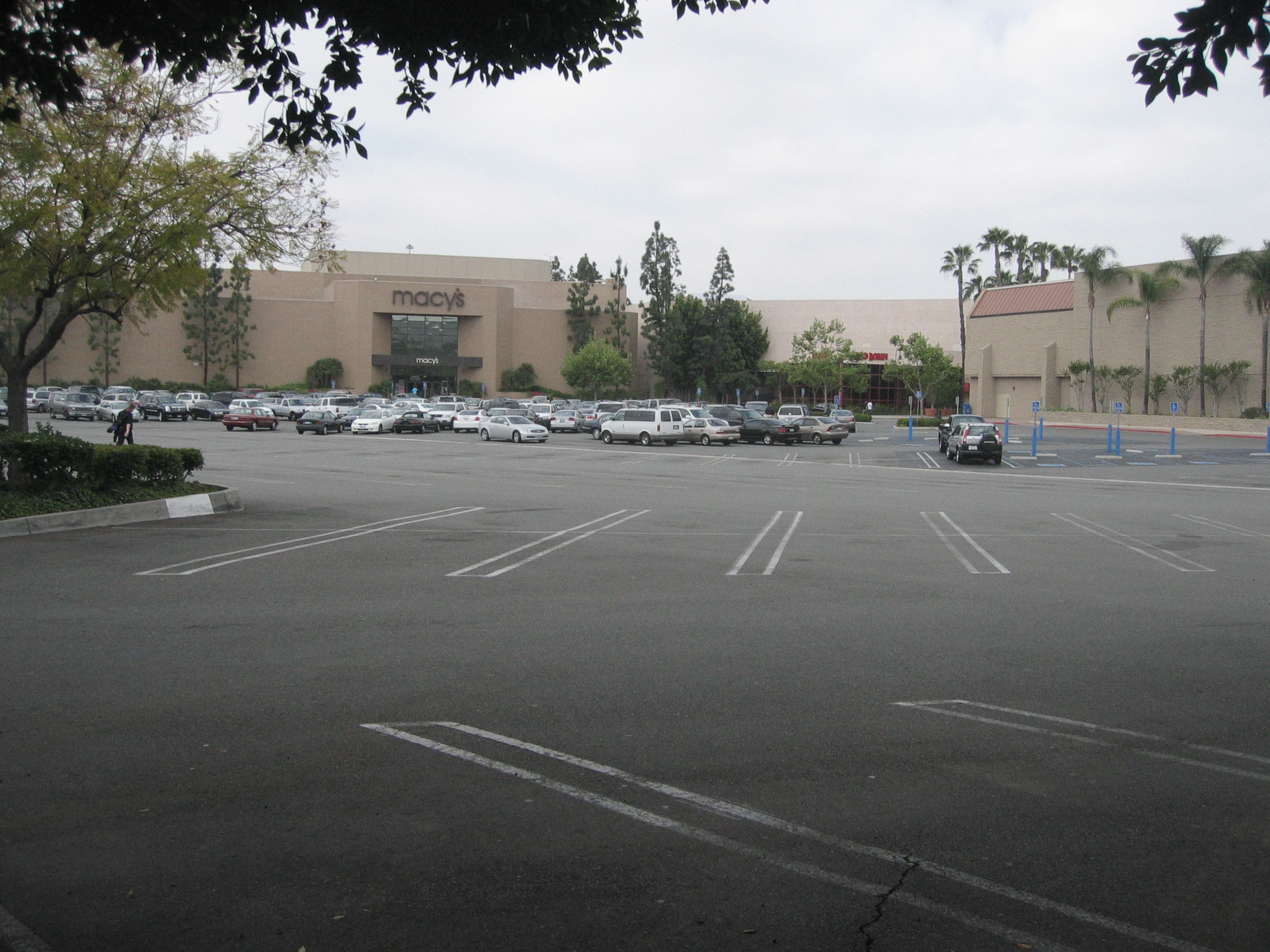
Centrum handlowe z zewnątrz
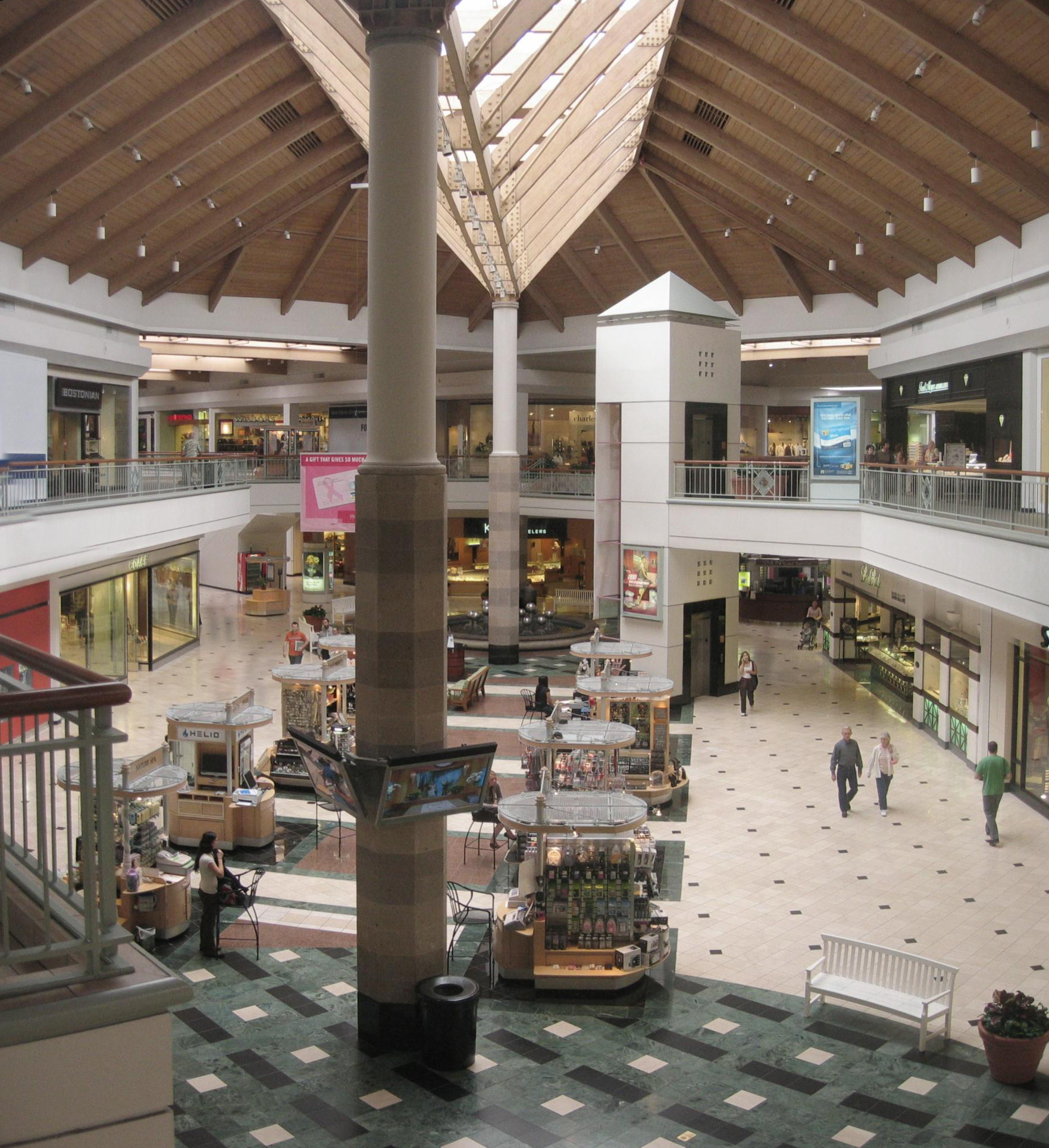
Centrum handlowe od wewnątrz
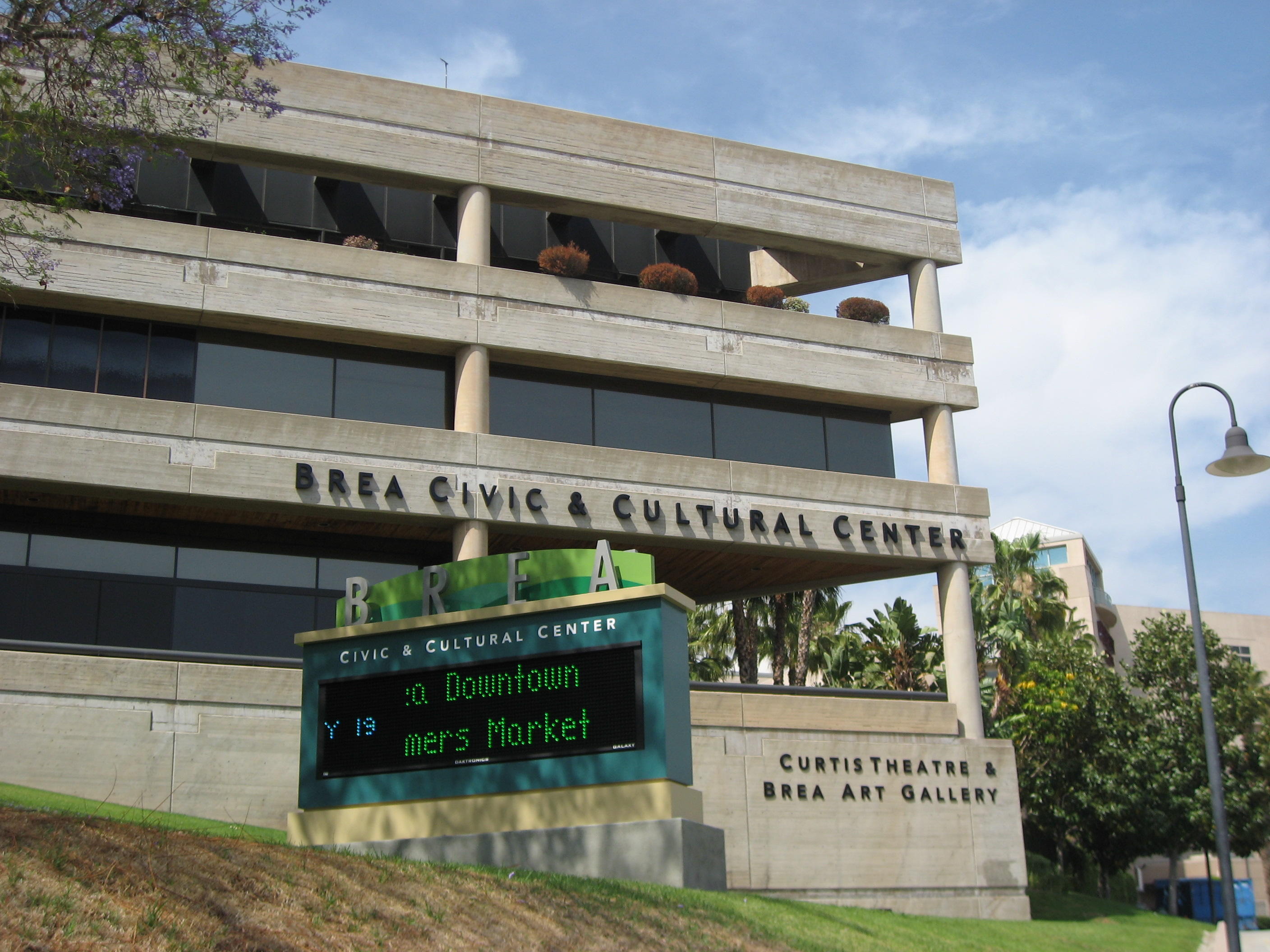
Brea City Hall

## Znani mieszkańcy
- James Hetfield, muzyk (Metallica), absolwent Brea Olinda High School[3].
- James Cameron, reżyser filmowy (m.in. "Avatar", "Titanic", "Terminator)", scenarzysta, producent, absolwent Brea Olinda High School[4].